# Stole the Show
Stole the Show – house'owy utwór i singel norweskiego DJ i producenta muzycznego z wokalnym udziałem amerykańskiego piosenkarza pop-gospel Parsona Jamesa.

## Lista utworów[2]

### Singel cyfrowy
Premiera: 23 marca 2015
| 1. | "Stole the Show" | 3:43  |
|    |                  |       |
|    |                  | 03:43 |
|    |                  |       |

### Singel CD
Premiera: 15 maja 2015 [B1 88875107932 (Sony) / EAN 0888751079328]
| 1. | Kygo feat. Parson James - "Stole the Show" | 3:45  |
|    |                                            |       |
| 2. | Kygo - "ID" [Ultra Music Festival Anthem]  | 4:51  |
|    |                                            |       |
|    |                                            | 08:36 |
|    |                                            |       |

## Pozycje na listach i certyfikaty

### Notowania
| Kraj              | Lista (2015)            | Najwyższa pozycja |
| ----------------- | ----------------------- | ----------------- |
| Austria           | Ö3 Austria Top 40       | 5                 |
| Belgia (Walonia)  | Ultratip                | 7                 |
| Belgia (Flandria) | Ultratip                | 7                 |
| Dania             | Tracklisten             | 3                 |
| Finlandia         | Suomen virallinen lista | 2                 |
| Francja           | SNEP                    | 1                 |
| Hiszpania         | PROMUSICAE              | 6                 |
| Holandia          | Dutch Top 40            | 3                 |
| Niemcy            | Official German Charts  | 2                 |
| Norwegia          | VG-lista                | 1                 |
| Nowa Zelandia     | Recorded Music NZ       | 4                 |
| Polska            | POPLista                | 1                 |
| Polska            | SLiP                    | 2                 |
| Szwajcaria        | Schweizer Hitparade     | 3                 |
| Szwecja           | Sverigetopplistan       | 1                 |
| Włochy            | FIMI                    | 37                |

### Certyfikaty
- Polska: poczwórnie platynowa płyta[5]